# Victor Mbaoma
Victor Mbaoma (* 20. Oktober 1996 in Lagos) ist ein nigerianischer Fußballspieler.

## Karriere

### Verein
Victor Mbaoma stand 2017 beim Remo Stars FC unter Vertrag. Der Verein aus Shagamu spielte in der ersten nigerianischen Liga. Für die Remo Stars bestritt er sieben Erstligaspiele. Im Januar 2018 wechselte er für ein Jahr nach Uyo zum Ligakonkurrenten Akwa United. Im Januar 2019 kehrte er für ein halbes Jahr zu seinem ehemaligen Verein Remo Stars zurück. Im Juli 2019 verpflichtete ihn der ebenfalls in der ersten Liga spielende FC Enyimba. Für den Verein aus Aba stand er 71-mal in der ersten Liga auf dem Spielfeld. Anfang Juli 2022 ging er nach Algerien. Hier unterschrieb er einen Vertrag beim Erstligisten MC Alger.

### Nationalmannschaft
Victor Mbaoma spielt seit 2022 in der nigerianischen Nationalmannschaft. Sein Debüt im Nationalteam gab er am 29. Mai 2022 in einem Freundschaftsspiel gegen Mexiko. Hier wurde er in der 73. Minute für Terem Moffi eingewechselt. Mexiko gewann das Spiel 2:1.